# Phlegra Dorsa
Phlegra Dorsa es una formación geológica de tipo dorsum en la superficie de Marte, localizada en el sistema de coordenadas planetocéntricas a 54.19° latitud N y 197.82° longitud E, que mide 2.818,61 km de diámetro. El nombre fue aprobado por la Unión Astronómica Internacional en el año 2003 y hace referencia a una de las características de albedo en Marte localizada a 35 ° latitud N y 195 ° longitud O.